# علي بن عمر الكثيري سلطان شبام
علي بن عمر الكثيري (906 - 981 هـ) أمير وقائد عسكري أحد سلاطين الدولة الكثيرية. تولى سلطنة مدينة شبام وكانت أيام ولايته أيام أمن ورضى، وكان شجاعا اشتهر في وقائع هائلة، وحصل بينه وبين ابن عمه بدر بن عبد الله الكثيري حروبا كثيرة.

## نسبه
علي بن عمر بن جعفر بن عبد الله بن علي بن عمر بن جعفر بن بدر بن محمد بن علي بن عمر بن كثير.

## حياته السياسية
كان آل محمد الكثيري الشباميون قد استبدوا بالسلطة في شبام، فقدّم إليهم السلطان بدر بن عبد الله الكثيري كتابا ينذرهم وينصحهم بالتسليم فأجابوه بالرفض وصمموا على المقاومة غير أن مقاومتهم هذه لم تستمر غير ليلة واحدة، وهجم السلطان بدر على شبام واستولى عليها في 16 شعبان سنة 926 هـ، فهرب علي بن عمر بعشيرته كغيره من أمراء الأسرة السلطانية، ولا ريب أن يسوء أهل شبام استعمار بلادهم وتتجه أنظارهم إلى علي بن عمر، وبعد محادثات ومواثيق قبل مبايعتهم بالسلطنة على شبام. وفي جمادى الأولى سنة 943 هـ هجم عليها بقوة حربية عظيمة واستولى عليها واتخذ شيخه معروف بن عبد الله باجمال مستشارا لا يبرم أمرا بدون موافقته. ومن مزاياه أنه لم يأخذ معشرات ولا ضرائب من الرعية لتموين خزينة الدولة اكتفاء بتموينها من حاصلات مزارعه ونخيله الخاصة.
ومن غير شك أن يقض مضجع السلطان بدر خروج شبام على سلطنته وعجز حمايته عن الدفاع عنها. ويدفعه الغيظ المضطرم إلى مهاجمتها واسترجاعها في ذي الحجة من نفس العام ولكن مثل السلطان علي بن عمر تأبى نفسه أن يعيش مخذولا مشردا عن وطنه وملكه فيجهز قوة حربية ويستولي عليها عنوة. ولما كان السلطان بدر مبعثر القوى الحربية في نواحي شتى وقد تألبت عليه خصومه فقد ارتأى أن يصالح السلطان علي بن عمر ويزيل كل أثر نفسي أحدثه النضال على شبام وانتهى مؤتمر الصلح إلى مدينة الشحر لمقابلة السلطان بدر بها للدلالة على زوال كل أثر من جانبه فيجد من السلطان بدر مقابلة طيبة وإكراما يفوق الوصف. ويستديم الجو السياسي بينهما صافيا وأواصر القربى في أروع مظاهرها حتى كان السلطان علي بن عمر قائد الحملة الكبرى التي وجهها السلطان بدر إلى المشقاص لإخضاع المهرة في رمضان سنة 953 هـ.
ولكن انفجر بينهما الشقاق واستحال إلى خصومة جامحة تدفع السلطان بدر إلى كثرة الحملات على شبام حتى تميّز غيظا من انكسار قواه في كل محاولة وارتدادها إلى سيئون منهزمة بقتلاها وجرحاها فيزحف بنفسه سنة 958 هـ على رأس جيش لجب، وتعجز شبام عن الدفاع وعن المقاومة والصدام فيدخلها عنوة ويبادر بالقبض على السلطان علي بن عمر ويسجنه في حصن مريمة ويجلي الشيخ معروف باجمال عن شبام بعد إهانته. وفي سنة 977 هـ وبعد وفاة السلطان بدر أطلق سراحه السلطان عبد الله بن بدر الكثيري بعد أن أخذ عليه العهد بعدم التعرض للشؤون السياسية ومحاولة الطموح إلى السلطنة.

## وفاته
وقد أقام بمنزله بشبام بعد إطلاق سراحه من السجن مقبلا على الله وتدبير شؤونه الخاصة حتى انقضى أجله سنة 981 هـ، وقبره معروف بجرب هيصم أشهر مقابر شبام.